# Jaroslav Staněk (stolní tenista)
Jaroslav Staněk (* 24. února 1940, Podvihov) je bývalý český stolní tenista, který reprezentoval Československo. V roce 1964 se stal mistrem Evropy ve čtyřhře, když na šampionátu v Malmö triumfoval ve dvojici s Vladimírem Mikem. Na tomto šampionátu dosáhl též svého největšího individuálního úspěchu, když získal bronz. Ten si přivezl i ze soutěže družstev. Na evropském šampionátu v roce 1966 s Mikem získali deblové stříbro. V roce 1962 získal deblovou bronzovou medaili na mistrovství světa, opět v páru s Mikem. Československo reprezentoval v letech 1959-1971. Po skončení závodní kariéry se stal sportovním novinářem, přispíval do Rudého práva. Později se stal pingpongovým trenérem, v letech 1990 až 1996 vedl rakouskou reprezentaci. V anketě Sportovec roku se v roce 1964 umístil na 10. místě. V roce 2014 byl uveden do Síně slávy českého stolního tenisu.